# 류성룡
류성룡(柳成龍, 1542년 11월 7일(음력 10월 1일) ~ 1607년 5월 31일(음력 5월 6일))은 조선 중기의 정치인이다. 본관은 풍산(豊山), 자는 이견(而見), 호는 서애(西厓)이고, 시호는 문충(文忠)이다. 경상도 의성의 외가에서 태어났으며, 간성군수 류공작(柳公綽)의 손자이며, 황해도 관찰사 류중영(柳仲郢)의 차남이다.
이황의 문하에서 후에 1590년 통신사로 갔던 조목(趙穆)·김성일과 동문 수학하였으며 성리학에 정통하였다. 과거를 통해 관료로 등용되어 서인이 아닌 이산해와 같은 동인으로 활동하였다. 그러나 정여립의 난과 기축옥사를 계기로 강경파인 아계 이산해, 정인홍 등과 결별하고 남인을 형성하였다.
임진왜란이 발발하기 직전 군관인 이순신을 천거하여 선조로 하여금 전라좌수사로 임명하도록 하였으며 이순신으로 하여금 임진왜란 당시 열세였던 조선의 전세를 역전시키는 데 공을 세웠고, 임진왜란에 4도 도제찰사, 영의정으로 어려운 조선 조정을 총 지휘하였다. 노량해전과 같은 날인, 정인홍, 이이첨 등의 북인의 상소로 인해 영의정에서 관직삭탈하게 된다. 안동으로 내려가 선조의 부름에도 올라가지 않고 임진왜란 때 겪은 후회와 교훈을 후세에 남기기 위해 《징비록》을 저술하였다. 이 책은 대한민국의 국보 제132호이다. 죽을 때까지 청렴하고 정직한 삶을 살았던 청백리이면서 ‘조선의 5대 명재상(名宰相)’ 가운데 한 사람으로 평가받기도 한다. 이순신과는 어려서부터 같은 동네에서 함께 자란 절친한 사이로서 후견인 역할을 하였으며 이순신의 형 이요신과 친구사이기도 하다.

## 생애

### 생애 초기
안동 김씨의 친정인 경상도 의성현(義城縣) 사촌리(沙村里) 서림(西林)에서 출생하였다. 사복시정 류소(柳沼)의 4대손, 류자온(柳子溫)의 증손자이다. 조부는 군수 류공작(柳公綽)이며, 부친은 황해도 관찰사 류중영(柳仲郢)이다.
류성룡은 차남으로 친형은 류운룡(柳雲龍)이다.
3살때 대학을 읽어 신동으로 평가 받았다. 17세때 아버지 류중영을 따라 의주에 갔다가 심통원이 의주에 두고 간 <양명집>(陽明集)을 구해 읽었다. 그러나 스승인 이황이 양명학을 사학(邪學)이자 사문의 화라고 비판하며 이를 이단으로 규정하자 그도 양명학에 대한 관심을 끊고 이를 비판한다. 그러나 양명의 학설중 장점은 취하였다. 류성룡은 21세때 종숙 류중엄, 형 류운룡과 함께 퇴계의 문하에서 학문을 배웠다.

### 관료 생활

#### 관료 생활 초반
1564년 명종 때 사마시(司馬試)에 합격하여, 1566년 별시 문과를 거쳐 한원(翰苑)에 들어갔다가 승문원 권지부정자가 되었다. 이듬해 예문관 검열과 춘추관 기사관을 겸하였고, 1569년(선조 2)에는 성절사의 서장관이 되어 명나라에 다녀왔다. 이때 명나라의 지식인들로부터 ‘서애 선생(西厓先生)’이라 불리며 존경을 받게 된다.
이조 정랑이 되어 이준경(李浚慶)의 관직을 삭탈함이 옳지 않음을 주장하였으며, 인성(仁聖) 대비가 죽었을 때 예조에서 기년설(朞年說)을 주장하였으나 류성룡은 적손(嫡孫)의 예를 따라 3년설이 타당함을 주장하여 그대로 시행되었다.

#### 동인붕당에 참여
심의겸이 김효원의 이조전랑 천거를 반대하자 같은 이황의 제자였던 그는 심의겸을 변호하지 않고 김효원을 변호하였다. 1575년 을해당론(乙亥黨論)으로 동서, 즉 동인과 서인으로 분당되자 그는 서인에 가담하지 않고 동인에 가담하였다.
이후 응교(應敎) 등을 거쳐 경연 검토관(經筵檢討官), 직제학(直提學), 부제학(副提學), 도승지, 대사헌(1582년~1583년), 대제학 등의 요직을 맡으며 별탈 없이 승진해 나갔다. 상주(尙州) 목사로 나가 예절로 다스렸으며 고향에서 어머니의 병을 간호하던 중 함경도 관찰사(감사)·성균관 대사성 등에 연달아 임명되었으나 나가지 않았다.
예조 판서 재직 중 의주 목사 서익(徐益)이 소를 올려 그를 간신이라 탄핵하니 물러나기를 청하고 3년 동안 고향에 내려가 있었다. 형조 판서로 부름을 받고 대제학을 겸했다. 1590년 다시 예조 판서에 이르러 역옥(逆獄)이 일어나자 많은 사대부와 함께 그 이름이 죄인의 글에 나타났으므로 사퇴를 청하였으나 왕은 병조 판서를 거쳐 이조 판서에 옮겼다가 이어 우의정에 승진시키고 광국 공신(光國功臣) 3등으로 풍원 부원군(豊原府院君)에 봉하였다.

#### 정여립 사건과 기축옥사
1589년 정여립의 옥사가 발생했다. 그 이전부터 류성룡은 정여립과 두터운 친분이 있었다.1590년 다시 예조 판서에 이르러 정여립의 사건(기축옥사)으로 역옥(逆獄)이 일어나자 많은 사대부와 함께 그 이름이 정여립의 여러 글에 나타났다.
이때 서인 정철이 유생 정암수(丁巖壽)를 사주해 그와 이산해 등을 얽어 넣으려고 했으나 류성룡과 이산해에 대한 선조의 신임이 두터워 뜻을 이루지 못했다.
유생 정암수를 비롯한 50여 명이 '이산해, 류성룡, 나사침, 나덕준, 정인홍, 정개청이 정여립과 한몸과 같은 사이였다고 하면서, 그들을 진퇴시킬 것을 요구하는 상소를 올렸다. 이 상소를 받은 선조는 크게 노하여 오히려 이산해, 류성룡을 면접해 위로하고, 정암수 이하 10여 명에게 죄를 줄 것을 명했다. 이에 양사가 계사를 올려 죄 주지 말 것을 청했으나 선조는 응하지 않았다.

#### 정철의 처리 문제로이산해와의 갈등
1590년 이조 판서에 옮겼다가 이어 우의정에 승진하였다. 그러나 정철의 처리를 놓고 동인 내에서도 의견이 갈라지게 된다. 파직, 유배된 정철의 처벌을 놓고, 정승을 역임한 고관이라 차마 죽일수는 없다며 류성룡과 우성전은 선처를 호소했다. 이산해는 정여립의 난과 기축옥사를 잊었느냐며 분개했고, 정인홍 등은 류성룡과 우성전을 공박했다.
바로 정철을 사형에 처해야 된다는 이산해, 정인홍의 주장과 정철의 사형이 지나치다는 류성룡, 우성전 간에 논쟁이 벌어졌다. 류성룡과 우성전을 공격하면서 우성전이 축첩을 한 것과 부모의 상중에도 기생 첩이 수시로 우성전의 집에 출입한 점 역시 지적했다. 이산해는 기축옥사와 정여립의 난으로 연좌되어 억울하게 죽어간 사람들의 원한을 어떻게 풀수 있느냐며 온건론을 강하게 비판하였고, 정철의 처벌수위 문제를 놓고 동인은 심한 내분에 휩싸인다.
임진왜란 발발 직전에 정철의 치죄 문제와 전랑 천거 문제 등을 놓고 동인 세력간 대립하여 동인은 다시 남인과 북인으로 갈라지게 되는데, 이는 정철을 죽이자는 강경파(북인)와 죽이지는 말자, 유배를 보내자는 온건파(남인) 사이의 갈등이 표면화 된 것이다.
이 와중에 류성룡은 좌의정과 이조판서를 겸하고 있었는데, 동인 중에도 온건파에 속하였으므로 강경파의 일원인 이산해와 대립하는 위치에 섰다.

#### 외교 활동

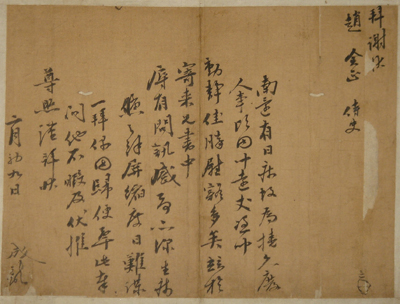
류성룡의 편지 서신

그해 종계변무(宗系辨誣)를 성사시킨 공으로 광국 공신(光國功臣) 3등으로 풍원 부원군(豊原府院君)에 봉하였다.
```
좌의정
에 재직 중 
왜
(倭)가 그들의 군사를 
명나라
로 들여보내겠다는 국서를 보냈는데 
영의정
 
이산해
는 이를 묵살하자고 했으나 류성룡은 이 사실을 중국에 보고해야 한다고 주장하여 그대로 실시하였으므로 뒷날에 왜란이 발발한 뒤 왜란이 왜와 조선의 공모가 아닌가 하는 
명나라
의 조선에 대한 의심을 차단하는 데 일조하였다.
```

1591년 선조가 명장을 천거하라고 했을 때 류성룡은 권율·이순신·신충원 등을 천거하였다. 류성룡이 이순신을 천거한 것은 이순신의 능력을 눈여겨 보았던 때문이라기 보다는 그가 이순신의 형 이요신과 죽마지우였던 이유가 컸다. 이순신은 전라도에, 원균은 경상도에 각각 배치되었다.

### 생애 후반

#### 임진왜란 전후
류성룡은 퇴계 이황 문하로서, 동인에 속했다.임진왜란 발발 일년전, 왜가 통신사 파견을 요구하였다. 조정에서는 파견 여부를 두고 의론이 분분하였으나, 일단 왜의 정세를 살피고 오게 하자는 결론을 내리고 서인 황윤길을 정사로, 동인 김성일을 부사로 삼아 통신사를 1591년 2월에 파견하였다. 통신사 일행은 1592년 2월에 귀국하였다. 1592년 3월, 정사 황윤길은 보고하기를 왜가 곧 쳐 들어 올 것이라고 하였고, 부사 김성일은 그럴 염려는 없다고 하며 대책 세우는 것에 반대하였다. 김성일의 이러한 이견은 객관적인 관찰의 결과였다기보다는 자신이 정사가 아닌 부사의 직을 맡았던 것에 대한 불만과, 동서 대립의 당파심에서 기인한 것으로서, 이는 당시 수행했던 서장관 허성이 그 자신 동인임에도 황윤길의 의견에 동조했던 점으로 입증된다. 하지만 당시 좌의정의 자리에 있던 류성룡이 당파심에 같은 동인인 김성일의 손을 들어 줌으로써 의론은 왜의 침입 염려는 없다는 것으로 종결되고, 그에 대한 대비는 중단된다. 임진왜란이 발발하자 왕을 모시고 의주파천함에 송도(松都)에 이르러, 이산해가 몽진을 주도했던 책임을 지고 영의정에서 파직되자 그 자리에 거론되었으나 과거 김성일에 동조하여 방비를 중단케 했던 책임을 제기하며 반대하는 신잡의 말에 따라 그 날로 좌의정에서 철직되어 벼슬 없는 처지가 되었다.
왕을 모시고 가던 도중 당대의 졸장인 이일을 만났다. 그런데 이일의 행색이 말이 아니었는데 나체에 신발만 짚신이었다. 류성룡은 이일의 이런 모습을 선조 임금이 보게 해서는 안되기 때문에 부하들을 시켜 얼른 철릭을 가져오라 명령했으며, 부하들이 가져온 철릭을 이일에게 입혔다. 이렇게 이일은 방어 사령관으로 임명된 것이 무색하게 초라한 모습으로 선조 임금의 몽진 행렬에 합류했다.
이듬해 관서 도체찰사(關西都體察使)가 되어 안주에 있으면서 백성들을 직문하고 군량을 준비하다가 명나라 장수 이여송을 만나 평양의 지도를 주어 전투상의 편의를 제공하였다.
징비록에 따르면, 1597년 이순신이 역모를 당했을 때 "이순신을 천거한 사람이 나이므로 나와 사이가 좋지 못한 사람들이 몹시 공격했다"고 기록되어 있다. 또, "자신은 선조 앞에서 직접 이순신을 변호하였으나, 선조는 1월 자신을 경기 지방에 보내 순찰토록 했다. 자신이 한달 뒤 돌아와보니 그 사이에 이순신을 죄인으로 만들어 놓았다. 자신은 사직을 결심하고 2월 하순부터 4월 초까지 무려 10여 차례나 사직 상소를 올렸다"고 기록 하고 있다. 하지만 징비록에 나오는 이러한 류성룡의 자기 변명과 달리, 선조실록의 기록에 의하면 실상 이때 류성룡은 자신이 과거에 이순신을 천거 했던 것은 "사람을 잘못 보았던 때문"이라며 이순신의 탄핵에 동조하였었음이 기록 되어 있다. 이원익, 정탁 두 사람만이 이순신을 옹호하여 이순신은 간신히 참수형을 면하고 백의종군을 하게 조치되었다. 살아남은 이순신은 복직 후 정유재란 중 명량해전에서 대활약을 하여 조선을 또다시 구하게 된다.

#### 영의정역임과 은퇴
다시 영의정에 보직되었다가 1598년 명나라 장수 병부주사(兵部主事) 정응태(丁應泰)가 조선이 왜(倭)를 끌어들여 명나라를 공격하려 한다고 본국에 무고한 사건이 일어나자 이 사건의 진상을 해명하러 가지 않는다는 정인홍 등 북인의 탄핵을 받아 관직을 삭탈당했다. 이후 고향에 낙향하여 은거하며 징비록 집필에 몰두하였고 그 후 2년 만인 1600년에 복권되어 조정에서 여러 번 불렀으나 일체 응하지 않았다.
이 무렵 류성룡은 친형과 모친이 잇따라 별세하고 아들과 큰조카, 제자이자 조카사위인 김홍미의 죽음 등 여러 우환을 겪게 된다.

#### 최후
1604년(선조 37) 호성(扈聖) 공신에 책록되었다. 선무원종공신 1등(宣武原從功臣一等\)에도 녹훈되었다. 1605년 청난원종공신 1등에 책록되었다.
1607년 5월 31일(음력 5월 6일)에 66세(만 64세)를 일기로 세상을 떠났다. 사당을 병산서원 뒤에 세우고 여산(廬山)의 퇴계묘(退溪廟)에 함께 모셨다.

### 사후
호성공신(扈聖功臣) 2등에 책록되고, 풍원 부원군(豊原府院君)에 봉해졌다. 호계서원(虎溪書院)과 병산서원(屛山書院) 남계서원 삼강서원 도남서원 빙계서원 등에 위패가 모셔져 제향하게 되었다. 시호는 문충(文忠)이다.

## 저서
- 《징비록(懲毖錄)》 - 일본 문학에 영향을 끼쳤다.
- 《서애집(西厓集)》
- 《난후잡록(亂後雜錄)》
- 《진사록(辰巳錄)》
- 《근폭집(芹曝集)》
- 《침경요결(鍼灸要訣)》

## 평가와 비판
예악교화(禮樂敎化)·치병이재(治兵理財)에 이르기까지 연구하지 않은 것이 없었으며 문장과 글씨에도 뛰어났다.
임진왜란 당시 수상으로서 국정과 군무를 총괄하고 인재등용과 여러 개혁정치를 시행하여 전쟁의 피해를 수습하려 한 까닭에 재조산하(再造山河)를 이룬 재상이란 평가를 받았다.
서애가 정계은퇴를 한지 8개월 후인 1599년 7월에 선조임금은 "류성룡이 어떤 사람인지는 알 수 없지만 그가 떠나간 후로 국사가 날로 엉성해지고 더욱 해이되는 것은 무슨 까닭인지 알 수 없다. 그리고 전일에 이미 삭직했다고 해서 어찌 끝내 복관(復官)하지 않겠는가." 라고 하였다.

### 선조실록
《선조실록》에서는 북인성향 편찬자의 평으로, 재상으로서의 그릇이 작고 붕당에 대한 마음을 떨치지 못해 자신과 의견을 달리하면 용납하지 않았고 임금에게 바른 말을 고하지 못하여 대신다운 풍절이 없었다고 하는 등, 그의 성품에 대한 단점도 기록되어 있다. 또한 주관이 없고 자신의 견해를 표함에 있어 그때 그때의 대세에 추종하는 경향이 있다고 하였다.

## 기타
1589년 당시 남이공과 북인계열로부터 계속 비난을 받고 공격대상이 되었다. 당시 이산해의 아들 이경전이 이조에 천거되자 당시 영남 사람 정경세가 전랑으로 있었는데, 이경전이 추천되는 것을 막고자 이렇게 말했다.
| “ | 이경전은 유생 때부터 남에게 비방을 많이 들었으므로 이조에 끌어들여서는 안된다. | ” |

이 말을 듣고 이산해와 그를 따르는 자(북인)들이 모두 크게 노했다. 이 발언의 진원지로 이산해는 류성룡을 의심하였다. 이후 남인 중 류성룡계파에 대한 그의 분노와 불만은 한층 더해갔다. 그때 이덕형이 재상으로 있었는데, 비밀리에 사람을 시켜 창석 이준에게 이렇게 청했다. 당시 이덕형은 남인이었다.
| “ | 자네가 경암(정경세의 자)에게 말하게. 만약 이경전이 전랑에 천거되는 것을 막으면 반드시 큰 풍파가 일어날 터이니, 이는 조정을 편안하게 하는 도리가 아닐세. 이는 내가 사사로이(이덕형의 처남이기도 하다.) 하는 말이 아닐세. | ” |

이준은 정경세와 고향이 같고, 이경전은 이덕형의 처남인 까닭에 그렇게 말한 것이다. 그러나 정경세는 듣지 않았다. 이산해는 그를 의심했고 그를 탄핵하도록 사주한다.
얼마 뒤 대간 남이공이 류성룡을 참혹하게 탄핵했다. 이중환에 의하면 당시 이 탄핵을 두고 '정경세는 본래 류성룡의 제자였으므로, 이산해는 류성룡이 정경세를 사주한 것이 아닌가 하는 의심을 했다. 그러므로 남이공을 시켜 류성룡을 탄핵하도록 한 것이지, 류성룡에게 죄가 있어서가 아니었다.'고 보았다.
서애 류성룡이 17살 때 <양명집>(陽明集)을 구해 읽었다는 기록에서 알 수 있듯이 조선에서 양명학이 처음부터 금기였던 것은 아니다. 그러나 류성룡의 스승 이황은 양명학을 이단으로 규정했다. 이황은 <전습록변>(傳習錄辨)에서 양명학을 '사문(斯文·주자학)의 화'라고 비판했다. 그가 양명학을 '사문의 화'라고 비판한 다음부터 금기시되기 시작했다.그러나 이황의 비판에는 양명학의 핵심인 '치양지설'(致良知說)에 관한 내용이 빠져 있으니 <전습록> 전체를 보지 못하고 비판한 셈이 된다. 스승인 이황이 양명학을 이단으로 규정하자 그는 양명학에 대한 관심을 끊고 이를 이단으로 생각하게 된다.

## 일화

### 이준경옹호
명종 말기와 선조 초기에 이이와 이준경이 갈등할 때 그는 이준경을 지지했다. 그 뒤 선조 즉위 초 신진 사류의 한사람인 이이의 거침없는 발언과 비판에 염증을 느낀 사람 중에는 이준경도 있었다. 원로대신들 중 허엽과 이준경 등은 율곡을 예절과 근본도 모르는 인간이라고 분을 터뜨렸다. 이준경의 친구 중에는 백인걸이 있었다. 율곡 이이의 솔직함과 냉정함에 화가 난 이준경은 백인걸을 찾아가 항의를 한 일도 있다. 한번은 이준경이 백인걸을 찾아와 "자네가 추천한 이 아무개라는 인간이 왜 그 모양인가?" 하고 드러내놓고 역정을 내기도 했다.
이준경이 죽음에 이르러 일부 사림을 자처하는 자가 당파를 만들어 조정을 위기로 몰고 갈 것이라는 유언을 남겼다. 이이와 함께 그는 이준경의 상소가 잘못이라고 비판하였다. 그러나 이이가 계속 이준경을 공격하며 '죽음에 이르러 그 말이 사악하다'고 성토하자, 사림에서 이준경의 삭탈관직을 청하는 상소를 계속 올렸다. 그는 이무렵 이조 정랑이 되어 이준경(李浚慶)의 관직을 삭탈함이 옳지 않음을 주장하였으며, 인성(仁聖) 대비가 죽었을 때 예조에서 기년설(朞年說)을 주장하였으나 류성룡은 선조가 명종의 후계자 자격으로 왕위를 이었음을 주장하며 적손(嫡孫)의 예를 따라 3년설이 타당함을 주장하여 그대로 시행되었다.

## 가계
- 증조부 : 류자온(柳子溫)
- 증조모 : 김해 김씨
  - 조부 : 류공작(柳公綽)
  - 조모 : 연안 이씨(延安 李氏)
    - 아버지 : 류중영(柳仲郢)
    - 어머니 : 안동 김씨(安東 金氏=선안동 김씨) - 진사(進士) 김광수(金光粹)의 딸
      - 형 : 류문룡(柳文龍) - 조졸
      - 형 : 류운룡(柳雲龍)
      - 처 : 전주 이씨(全州 李氏) - 광평대군 5세손 용궁현감(龍宮縣監) 이경(李坰)의 딸
        - 장남 : 류위(柳褘) - 조졸
        - 차남 : 류여(柳袽) - 류위의 조졸 후 실지적인 장남
          - 장손 : 류원지(柳元之)- 류여의 아들. 호는 졸재.

        - 3남 : 류단(柳褍)
          - 손 : 류백지(柳百之) - 생부 : 류진(柳袗)

        - 4남 : 류진(柳袗)
          - 손 : 류천지(柳千之)

        - 장녀 사위 : 한산 이씨 이문영(李文英)
        - 차녀 사위 : 순창 조씨 조직(趙稷)
          - 외손 : 조수익(趙壽益)

      - 후처 : 인동 장씨(仁同 張氏) - 선무랑(宣務郞) 장윤업(張潤業)의 딸
        - 5남 : 류초(柳初)
        - 6남 : 류첨(柳襜)
        - 3녀 사위 : 변응황(邊應篁)

## 등장 작품

### 드라마
- 《조선왕조 오백년 - 임진왜란》 - (MBC, 1985년~1986년, 배우: 강성욱)
- 《천둥소리》 - (KBS2, 2000년~2001년, 배우: 김종결)
- 《왕의 여자》 - (SBS, 2003년~2004년, 배우: 허현호)
- 《불멸의 이순신》 - (KBS1, 2004년~2005년, 배우: 이재룡(아역: 오승윤))
- 《징비록》 - (KBS1, 2015년, 배우: 김상중)
- 《임진왜란 1592》 - (KBS1, 2016년, 배우: 이석근)

### 시사교양
- 《느티나무》(KBS, 2008년 11월 18일~2010년 5월 7일, 류성룡은 왜 징비록을 썼나?》

## 관련 도서
- 징비록
- 류성룡, 다시 나라를 만들 때가 되었나이다(승복, 시루, 2014년)
- 류성룡, 7년의 전쟁(이종수, 생각정원, 2015년)

## 같이 보기
- 서애선생기념사업회
- DDG-993 서애류성룡
- 하회마을
- 병산서원

## 이요신
- 류중영
- 류경심
- 류운룡
- 이황
- 이이
- 이항복
- 이산해
- 이덕형
- 정경세
- 윤두수
- 이성중
- 윤국형
- 정구
- 조식
- 전식
- 조종도
- 김광수
- 김극일
- 김성일
- 권율
- 곽재우
- 조호익
- 선조
- 조수익
- 광해군
- 김덕령
- 조목
- 홍진
- 이산해
- 이호민
- 김윤안
- 김홍미
- 정경세
- 이준
- 한준겸
- 허엽
- 허균
- 허준
- 노경임
- 장흥효
- 이순신

## 참고 문헌
- 이 문서에는 다음커뮤니케이션(현 카카오)에서 GFDL 또는 CC-SA 라이선스로 배포한 글로벌 세계대백과사전의 〈〈임진왜란〉〉 항목을 기초로 작성된 글이 포함되어 있습니다.